# 福州市 (中華民國)
- 關於中華人民共和國現時設置的福建省福州市，請見「福州市」。

福州市，通稱福州，簡稱「閩」，是中華民國在兩岸分治前所設置的福建省省轄市之一。亦是中華民國政府遷台前华南地区的省轄市。是南部地區交通樞紐副中心，是東南部地區交通樞紐中心，亦是閩地的政治、經濟、文化中心。

## 歷史

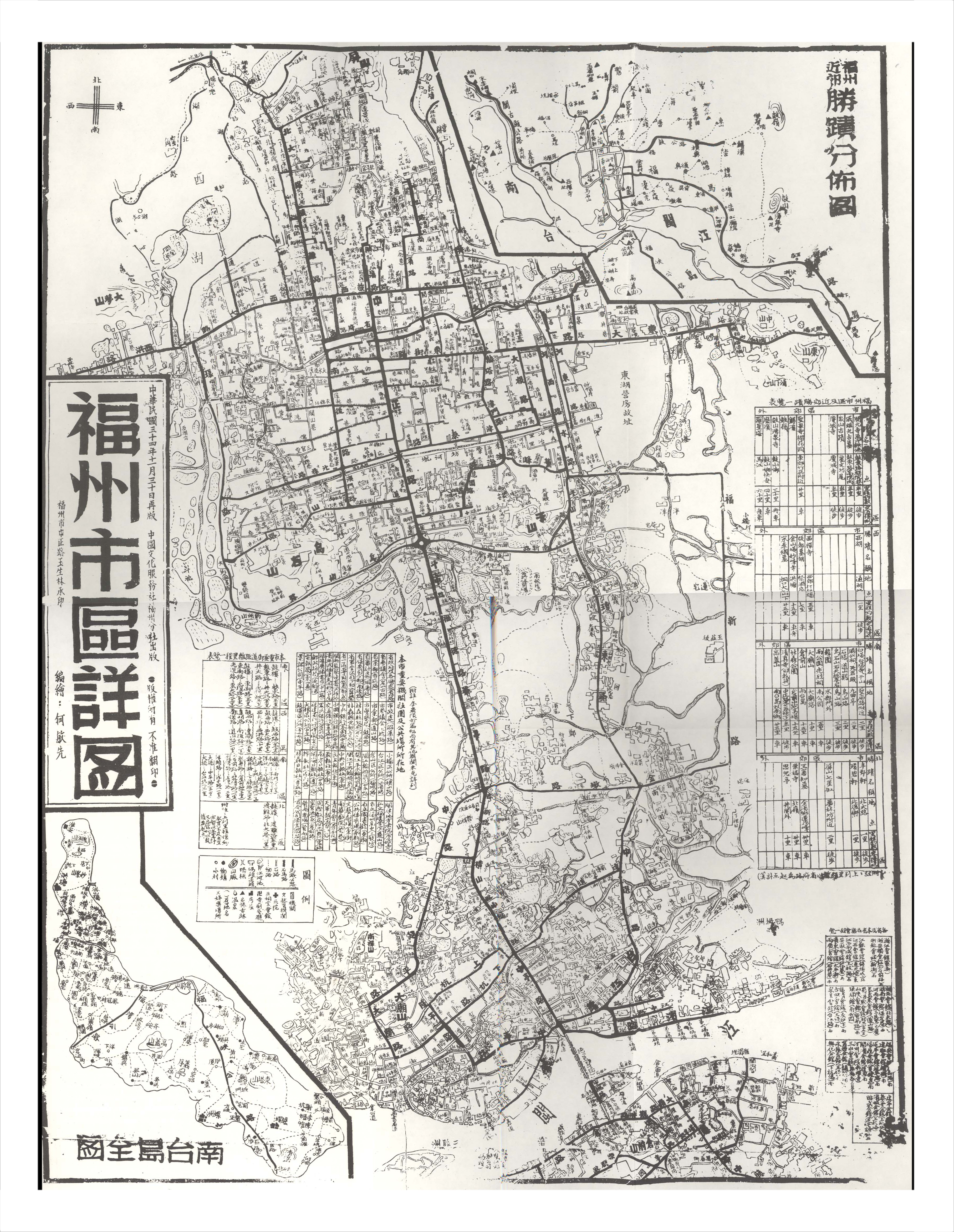
民国三十四年（1945年）的福州市

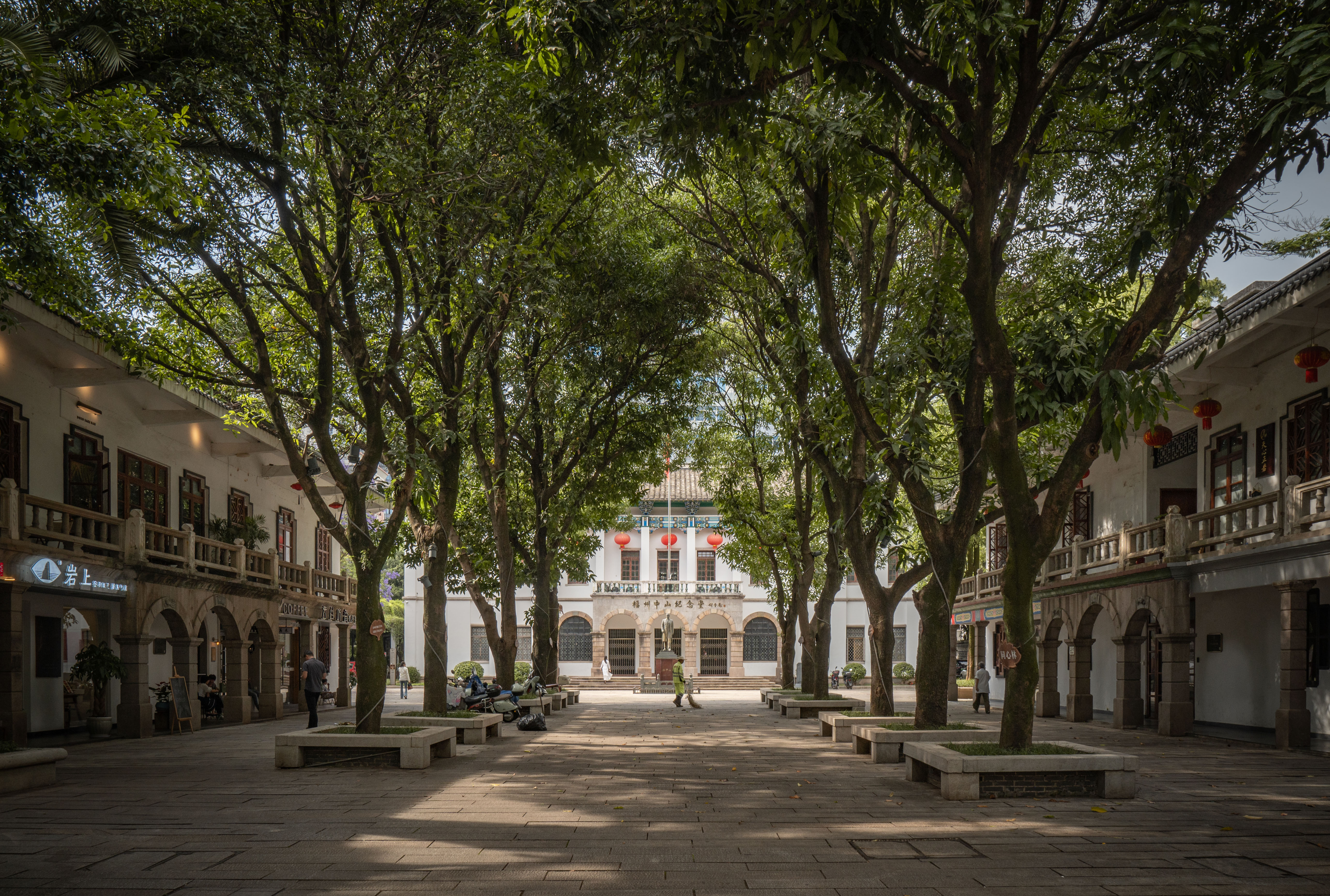
福州中山紀念堂会址

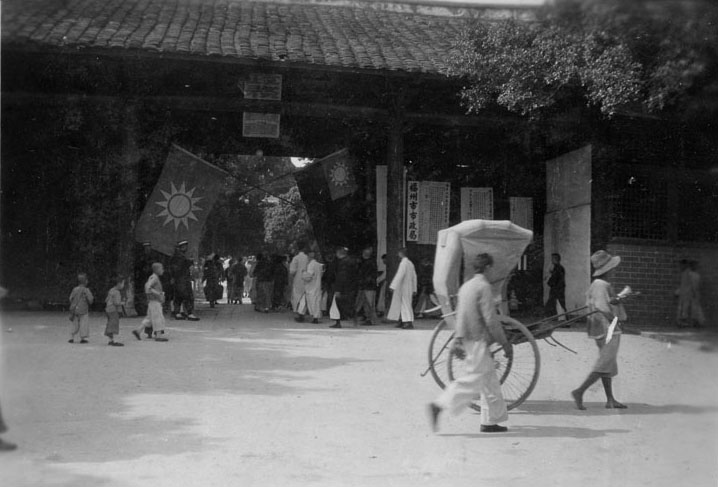
福州市政局

民國成立後，福州為福建省省會，福建為省城，亦為閩侯縣治，由省會警察廳（1928年後稱福州市公安局:法規-1，1939年改為福州市警察局）與閩侯縣共管:136。

### 中華共和國政府時期
中華共和國元年，升福州為特別市，為第一次建市的開始，但是僅存兩個月。

### 國民政府/中華民國政府時期
民國十五年（1926年）12月13日，北伐軍進軍福州，次年1月3日，福建臨時政治會議在福州成立:53，中華民國政府在福建省建立統治，當時便有设立福州市的想法，並在同月設市政籌備處:53。但由于那时福州城区人口还达不到设市规定的30万人，所以动议被搁置。
民國廿一年（1932年），福州城区人口超过30万，建市议题再次提上日程。因当时新任的福建省政府主席蒋光鼐不认同设市的必要，福州又一次未能设市。
民國廿六年（1937年）2月，成立福州市政委員會:61。
民國廿九年（1940年），福州城區分為鼓樓、西門、華林、西洪、大根、虎節、道山、南門、東門、茶亭、小橋、上杭、大義、雙洲、蒼霞、後洲、中選、瀛洲、水部、倉山、崇聖、舍人、上渡、下渡等二十四鎮:136。
但在民國十七年（1928年）時，福州警察局實際上已將城區劃分為五警察區署，由各分局直接管轄:法規-5，並且在民國三十三年（1944年）時已沒有鎮之組織，分為第一區（後鼓樓區）、第二區（後大根區）、第三區（後小橋區）、第四區（後臺江區）及第五區（後倉山區）。
民國三十一年（1942年）4月，福建省政府再次通过福州设市议案，并成立福州市政筹备处:64，历任处长（主任）有林有壬、段志坚、黄曾樾等，他们的职务相当于福州市长。可惜这时正值抗战时期，福州又遭日军佔領，一直无法实现正式建市。
民國三十五年（1946年），福州正式設市。下轄鼓樓區、大根區、小橋區、臺江區及倉山區，並增加由行政院批准從林森縣劃入的約160平方公里土地:2，全轄區範圍東至東嶽廟（今福州第十中學）東端，西至洪山橋西端，南至倉山區跑馬場南端，北至屏山北端，同時也並不管轄傳統福州十邑的縣級地區，但直至福州戰役，新劃入之區域仍屬林森縣管理。

但根據民國34年（1945年）12月的《福州市區圖》與同年7月的《林森縣地圖》，福州市法定行政區域除舊市區以外包含了林森縣的鼓山、豹屏、白湖、雙南、四維、蓮峰及鰲頭等七鄉部分或全部轄區，但在當時之統計資料中，包括戶口、保甲、行政區劃，均未將此等地區納入統計，亦無新增市轄區之記載，推測此區雖已名義劃入，實際仍未建置、管理。
民國36年（1947年），該區域內的鄉鎮仍由林森縣管理，並改為松鼓、西豹、淨屏、開閩、平遠、小南、雙湖、白湖、義序、四維、江南、江北等十二鄉。:148
福州戰役後，福州市區劃仍只有舊市區，同年12月，松鼓、雙岳、西豹、淨屏、開閩、平遠、雙湖、白湖、江南、江北等十鄉正式併入福州市:136。

## 行政區劃
| 1946年福州市行政區劃圖:2,5,25                                                                                     |             |                   |          |          |
| 鼓樓區 大根區 小 · 橋 · 區 臺 · 江 · 區 倉山區 待建置區域 鼓山鄉 豹屏鄉 蓮峰鄉 白湖鄉 四維鄉 雙南鄉 鰲頭鄉 金崗鄉 |             |                   |          |          |
| 註：待建置區域法律上屬福州市，實際仍由林森縣管理。 灰色字體之鄉同時期屬林森縣管理。                               |             |                   |          |          |
| 區域 | 面積（Km²） | 人口（1947年6月） | 保       | 甲       |
| 鼓樓區 | 4.18        | 72295             | 26       | 402      |
| 大根區 | 3.41        | 75129             | 30       | 465      |
| 小橋區 | 2.67        | 61026             | 27       | 760      |
| 臺江區 | 3.87        | 66541             | 28       | 629      |
| 倉山區 | 2.76        | 51435             | 24       | 460      |
| 待建置區域 | 160.25      | 數據不明          | 數據不明 | 數據不明 |
| 舊市區總計 | 16.89       | 326426            | 135      | 2716     |

## 延伸閱讀
- 福州要覽
- 福州旅行指南
- 福州便覽